# Málta külkapcsolatai

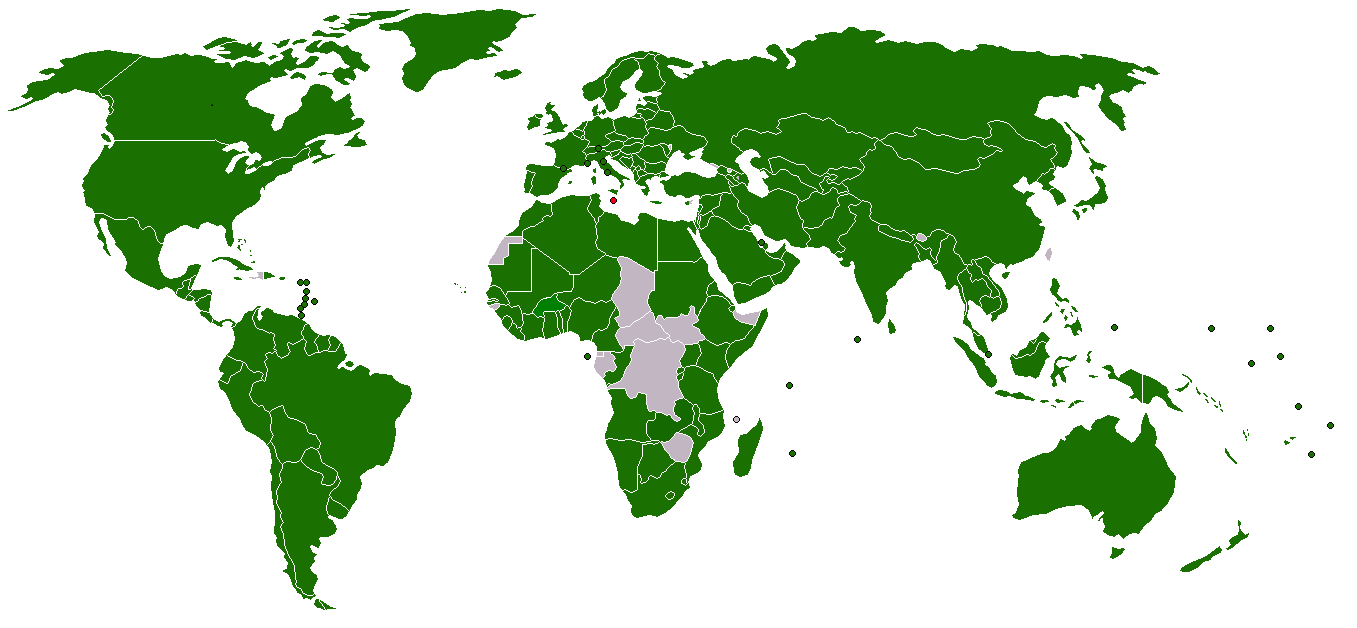
A Máltával (piros) diplomáciai kapcsolatban álló államok.
elismerés és diplomáciai kapcsolat

Ez a szócikk azoknak az államoknak vagy szervezeteknek a felsorolása, amelyek elismerték Málta függetlenségét és diplomáciai kapcsolatban állnak vele.
Málta (hivatalos nevén Máltai Köztársaság; máltaiul: Repubblika ta' Malta) szigetország, törpeállam Dél-Európában. A Földközi-tenger középső részén, stratégiai pozícióban elhelyezkedő szigetek fölötti uralomért az évszázadok során sok nagyhatalom harcolt. Málta az Európai Unió tagállama. A világ kilencedik, és Európa ötödik legkisebb nemzetközileg elismert független országa, az EU legkisebb tagállama.
Málta történelme szorosan összefonódott a földközi-tengeri népek, különösen Szicília és Észak-Afrika történetével. A világ legrégebbi templomai, bronzkori kőfejtők, föníciai sírok, római villák emlékeztetnek a sziget régmúltjára. A keresztény, arab, lovagkori és brit örökség pedig a mai máltaiak életét is mélyen meghatározza.
A kőkori, majd bronzkori betelepülőket görögök és föníciaiak követték, akiknek fél évezreden át megfelelő kikötőhelyet nyújtottak a szigetek. Róma a pun háborúk során tett szert Máltára, amely hosszú időre csendes, vidéki kolóniává vált. Az elsők között adott otthont a kereszténységnek, miután 60-ban Pál apostol megtérítette a később szentként tisztelt Publius kormányzót. Európa történelmébe a vandálok megjelenésével kapcsolódott be, majd Bizánc uralma alatt ismét veszített jelentőségéből. 870-ben Észak-Afrika arab megszállói foglalták el, akiket a szicíliai normannok űztek el két évszázaddal később. Ettől kezdve Málta Szicília királyságának része lett mint hűbérbirtok, koronabirtok, végül a johannita lovagok szinte önálló állama. 1565-ben visszaverte a legnagyobb török ostromot is, ez az esemény a nemzeti történelemben betöltött szerepét tekintve Eger ostromának felel meg. A lovagokat 1798-ban Napóleon francia konzul űzte el, és megszállta a szigeteket. A fosztogató franciák elleni lázadáshoz 1800-ban csatlakoztak a britek, akik ezután 160 évre itt maradtak. Málta a földközi-tengeri flotta főhadiszállása lett, és a második világháborúban egyedül igyekezett gátolni a tengelyhatalmak kapcsolatát afrikai birtokaikkal. Innen indult később Olaszország felszabadítása is. A háború után a politika került előtérbe, ami 1964-ben Málta függetlenségéhez vezetett. Az ország 1974 óta köztársaság.
Málta 1964-es függetlensége óta elsősorban a NATO tagállam országokkal azonos jellegű külpolitikát folytat (annak ellenére, hogy az ország máig nem tagja a szervezetnek). Az 1970'-es évek óta külpolitikailag nyitottabb lett a világ többi része felé is, az akkoriban még meglevő közép- és kelet-európai szocialista államberendezkedésű országokat is beleértve.
Málta 1971-től kezdve társult tagságú ország volt az El nem kötelezett országok szervezetében, melyből 2004-ben kilépett, mivel ekkortól az Európai Unió tagjává vált.
2022. szeptember végéig 181 ENSZ tagállam és öt további állam (a Vatikán, a Szuverén Máltai Lovagrend, Koszovó, a Palesztin Nemzeti Hatóság és a Cook-szigetek) lépett diplomáciai kapcsolatba Máltával.

## Máltával diplomáciai kapcsolatban levő államok

### ENSZ tagállam országok (181)
|      | Állam                                 | Diplomáciai kapcsolat felvételének dátuma                                                                            | Megjegyzések                                                                                |
| ---- | ------------------------------------- | --- | ------------------------------------------------------------------------------------------- |
| 1.   | Egyesült Királyság                    | 1964. szeptember 21.                                                                                                 | Az ENSZ Biztonsági Tanácsának állandó tagja. A Nemzetközösség tagja. A NATO tagja.          |
| 2.   | Amerikai Egyesült Államok             | 1964. szeptember 21.                                                                                                 | Az ENSZ Biztonsági Tanácsának állandó tagja. A NATO tagja. A Csendes-óceáni Közösség tagja. |
| 3.   | Ausztrália                            | 1964. szeptember 21.                                                                                                 | A Nemzetközösség tagja. A Csendes-óceáni Fórum tagja. A Csendes-óceáni Közösség tagja.      |
| 4.   | Franciaország                         | 1964. szeptember 21.                                                                                                 | Az ENSZ Biztonsági Tanácsának állandó tagja. A NATO tagja. Az Európai Unió tagja.           |
| 5.   | Olaszország                           | 1964. szeptember 21.                                                                                                 | A NATO tagja. Az Európai Unió tagja.                                                        |
| 6.   | Németország                           | 1964. december 4. | A NATO tagja. Az Európai Unió tagja.                                                        |
| 7.   | Kanada                                | 1964. december 21.                                                                                                   | A Nemzetközösség tagja. A NATO tagja.                                                       |
| 8.   | India                                 | 1965. március 10. | A Nemzetközösség tagja. Az Arab Liga megfigyelő státuszú tagja.                             |
| 9.   | Dél-Korea                             | 1965. április 2. |                                                                                             |
| 10.  | Líbia                                 | 1965. június 15. | Az Afrikai Unió tagja. Az OIC tagja. Az Arab Liga tagja.                                    |
| 11.  | Belgium                               | 1965. június 28. | A NATO tagja. Az Európai Unió tagja.                                                        |
| 12.  | Japán                                 | 1965. július 15. |                                                                                             |
| 13.  | Hollandia                             | 1965. október 6. | A NATO tagja. Az Európai Unió tagja.                                                        |
| 14.  | Egyiptom                              | 1965. november 4. | Az Afrikai Unió tagja. Az OIC tagja. Az Arab Liga tagja. Az Afrikai Unió tagja.             |
| 15.  | Izrael                                | 1965. december 6. |                                                                                             |
| 16.  | Pakisztán                             | 1966. január 15. | Az OIC tagja. A Nemzetközösség tagja.                                                       |
| 17.  | Svájc                                 | 1966. március 25. |                                                                                             |
| 18.  | Görögország                           | 1966. április 30. | A NATO tagja. Az Európai Unió tagja.                                                        |
| 19.  | Ausztria                              | 1966. november 9. | Az Európai Unió tagja.                                                                      |
| 20.  | Oroszország                           | 1967. 07.26. | Az ENSZ Biztonsági Tanácsának állandó tagja. Az OIC megfigyelő státuszú tagja.              |
| 21.  | Törökország                           | 1967. október 10. | A NATO tagja. Az Európai Unió tagjelöltje. Az OIC tagja.                                    |
| 22.  | Tunézia                               | 1967. december 20.                                                                                                   | Az OIC tagja. Az Afrikai Unió tagja.                                                        |
| 23.  | Szerbia                               | 1968. június 4. | Az Európai Unió tagjelöltje.                                                                |
| 24.  | Románia                               | 1968. június 17. | A NATO tagja. Az Európai Unió tagja.                                                        |
| 25.  | Spanyolország                         | 1968. október 10. | A NATO tagja. Az Európai Unió tagja.                                                        |
| 26.  | Portugália                            | 1968. november 24.                                                                                                   | A NATO tagja. Az Európai Unió tagja.                                                        |
| 27.  | Norvégia                              | 1969. február 11. | A NATO tagja.                                                                               |
| 28.  | Finnország                            | 1969. 02.21. | Az Európai Unió tagja. A NATO tagjelöltje.                                                  |
| 29.  | Dánia                                 | 1969. március 26. | A NATO tagja. Az Európai Unió tagja.                                                        |
| 30.  | Luxemburg                             | 1969. június 3. | A NATO tagja. Az Európai Unió tagja.                                                        |
| 31.  | Svédország                            | 1969. június 17. | Az Európai Unió tagja. A NATO tagjelöltje.                                                  |
| 32.  | Szíria                                | 1970. | Az OIC tagja. Az Arab Liga tagja.                                                           |
| 33.  | Magyarország                          | 1970. december 12.                                                                                                   | A NATO tagja. Az Európai Unió tagja.                                                        |
| 34.  | Bulgária                              | 1971. szeptember 11.                                                                                                 | A NATO tagja. Az Európai Unió tagja.                                                        |
| 35.  | Lengyelország                         | 1971. október 23. | A NATO tagja. Az Európai Unió tagja.                                                        |
| 36.  | Észak-Korea                           | 1971. december 20.                                                                                                   |                                                                                             |
| 37.  | Kína                                  | 1972. január 31. | Az ENSZ Biztonsági Tanácsának állandó tagja.                                                |
| 38.  | Irak                                  | 1972. február 29. | Az OIC tagja. Az Arab Liga tagja.                                                           |
| 39.  | Irán                                  | 1972. május 11. | Az OIC tagja.                                                                               |
| 40.  | Ciprus                                | 1972. december 13.                                                                                                   | Az Európai Unió tagja. A Nemzetközösség tagja.                                              |
| 41.  | Kuvait                                | 1972. október 3. | Az OIC tagja. Az Arab Liga tagja.                                                           |
| 42.  | Zambia                                | 1972. október 17. | Az Afrikai Unió tagja. A Nemzetközösség tagja.                                              |
| 43.  | Albánia                               | 1973. március 5. | Az Európai Unió tagjelöltje. Az OIC tagja. A NATO tagja.                                    |
| 44.  | Új-Zéland                             | 1973. október 17. | A Nemzetközösség tagja. A Csendes-óceáni Fórum tagja. A Csendes-óceáni Közösség tagja.      |
| 45.  | Egyesült Arab Emírségek               | 1973. november 20.                                                                                                   | Az OIC tagja. Az Arab Liga tagja.                                                           |
| 46.  | Szudán                                | 1973. november 27.                                                                                                   | Az Afrikai Unió tagja. Az OIC tagja. Az Arab Liga tagja.                                    |
| 47.  | Vietnám                               | 1974. január 14. |                                                                                             |
| 48.  | Ghána                                 | 1974. február 27. | Az Afrikai Unió tagja. A Nemzetközösség tagja.                                              |
| 49.  | Szváziföld                            | 1974. március 22. | Az Afrikai Unió tagja. A Nemzetközösség tagja.                                              |
| 50.  | Nigéria                               | 1974. május 24. | Az Afrikai Unió tagja. A Nemzetközösség tagja. Az OIC tagja.                                |
| 51.  | Jordánia                              | 1974. június 4. | Az OIC tagja. Az Arab Liga tagja.                                                           |
| 52.  | Bahrein                               | 1974. november 4. | Az OIC tagja. Az Arab Liga tagja.                                                           |
| 53.  | Omán                                  | 1974. november 4. | Az OIC tagja. Az Arab Liga tagja.                                                           |
| 54.  | Marokkó                               | 1974. december 19.                                                                                                   | Az OIC tagja. Az Arab Liga tagja.                                                           |
| 55.  | Algéria                               | 1975. január 23. | Az Afrikai Unió tagja. Az OIC tagja. Az Arab Liga tagja.                                    |
| 56.  | Argentína                             | 1975. május 28. |                                                                                             |
| 57.  | Katar                                 | 1975. június 18. | Az OIC tagja. Az Arab Liga tagja.                                                           |
| 58.  | Brazília                              | 1975. június 23. | Az OIC megfigyelő státuszú tagja.                                                           |
| 59.  | Libanon                               | 1975. július 1. | Az OIC tagja. Az Arab Liga tagja.                                                           |
| 60.  | Szaúd-Arábia                          | 1975. szeptember 1.                                                                                                  | Az OIC tagja. Az Arab Liga tagja.                                                           |
| 61.  | Malajzia                              | 1975. október 7. | Az OIC tagja. A Nemzetközösség tagja.                                                       |
| 62.  | Uruguay                               | 1975. október 13. |                                                                                             |
| 63.  | Mexikó                                | 1975. október 29. |                                                                                             |
| 64.  | Panama                                | 1976. január 19. |                                                                                             |
| 65.  | Guyana                                | 1976. március 12. | Az OIC tagja. A Nemzetközösség tagja. A Karib-tengeri Közösség tagja.                       |
| 66.  | Gambia                                | 1976. október 21. | Az Afrikai Unió tagja. Az OIC tagja. A Nemzetközösség tagja.                                |
| 67.  | Szenegál                              | 1976. november 3. | Az Afrikai Unió tagja. Az OIC tagja.                                                        |
| 68.  | Jemen                                 | 1977. február 24. | Az OIC tagja. Az Arab Liga tagja.                                                           |
| 69.  | Kuba                                  | 1977. április 11. |                                                                                             |
| 70.  | Peru                                  | 1977. április 29. |                                                                                             |
| 71.  | Fülöp-szigetek                        | 1977. július 18. |                                                                                             |
| 72.  | Venezuela                             | 1977. szeptember 17.                                                                                                 |                                                                                             |
| 73.  | Mongólia                              | 1979. augusztus 8.                                                                                                   |                                                                                             |
| 74.  | Nicaragua                             | 1979. augusztus 11.                                                                                                  |                                                                                             |
| 75.  | Banglades                             | 1979. szeptember 18.                                                                                                 | Az OIC tagja. A Nemzetközösség tagja.                                                       |
| 76.  | Indonézia                             | 1979. december 1. | Az OIC tagja.                                                                               |
| 77.  | Ecuador                               | 1980. január 1. |                                                                                             |
| 78.  | Guinea                                | 1980. március 30. | Az Afrikai Unió tagja. Az OIC tagja.                                                        |
| 79.  | Mali                                  | 1980. december 1. | Az Afrikai Unió tagja. Az OIC tagja.                                                        |
| 80.  | Costa Rica                            | 1980. |                                                                                             |
| 81.  | Mauritánia                            | 1980. | Az Afrikai Unió tagja. Az OIC tagja. Az Arab Liga tagja.                                    |
| 82.  | Etiópia                               | 1982. november 30.                                                                                                   | Az Afrikai Unió tagja.                                                                      |
| 83.  | Nepál                                 | 1983. szeptember 25.                                                                                                 |                                                                                             |
| 84.  | Thaiföld                              | 1984. december 17.                                                                                                   |                                                                                             |
| 85.  | Maldív-szigetek                       | 1985. március 5. | Az OIC tagja. A Nemzetközösség tagja.                                                       |
| 86.  | Kolumbia                              | 1986. április 16. |                                                                                             |
| 87.  | Brunei                                | 1986. augusztus 15.                                                                                                  | Az OIC tagja. A Nemzetközösség tagja.                                                       |
| 88.  | Bolívia                               | 1987. július 7. |                                                                                             |
| 89.  | Szingapúr                             | 1987. május 16. | A Nemzetközösség tagja.                                                                     |
| 90.  | Seychelle-szigetek                    | 1988. május 16. | Az Afrikai Unió tagja. A Nemzetközösség tagja.                                              |
| 91.  | Chile                                 | 1989. december 11.                                                                                                   |                                                                                             |
| 92.  | Írország                              | 1990. június 13. | Az Európai Unió tagja.                                                                      |
| 93.  | Észtország                            | 1992. január 1. | A NATO tagja. Az Európai Unió tagja.                                                        |
| 94.  | Lettország                            | 1992. január 1. | A NATO tagja. Az Európai Unió tagja.                                                        |
| 95.  | Ukrajna                               | 1992. március 5. | Az Európai Unió tagjelöltje.                                                                |
| 96.  | Szlovénia                             | 1992. június 29. | A NATO tagja. Az Európai Unió tagja.                                                        |
| 97.  | Horvátország                          | 1992. június 30. | A NATO tagja. Az Európai Unió tagja.                                                        |
| 98.  | Csehország                            | 1993. január 1. (Korábban Csehszlovákiával 1968. július 10.-től 1992 december 31-ig állt fent diplomáciai kapcsolat) | A NATO tagja. Az Európai Unió tagja.                                                        |
| 99.  | Szlovákia                             | 1993. január 1. | A NATO tagja. Az Európai Unió tagja.                                                        |
| 100. | Kazahsztán                            | 1993. február 4. | Az OIC tagja.                                                                               |
| 101. | Dél-afrikai Köztársaság               | 1993. február 9. | Az Afrikai Unió tagja. A Nemzetközösség tagja.                                              |
| 102. | Fehéroroszország                      | 1993. február 16. |                                                                                             |
| 103. | Kirgizisztán                          | 1993. február 19. | Az OIC tagja.                                                                               |
| 104. | Türkmenisztán                         | 1993. február 25. | Az OIC tagja.                                                                               |
| 105. | Üzbegisztán                           | 1993. február 25. | Az OIC tagja.                                                                               |
| 106. | Grúzia                                | 1993. február 26. |                                                                                             |
| 107. | Örményország                          | 1993. június 7. |                                                                                             |
| 108. | Litvánia                              | 1994. február 7. | A NATO tagja. Az Európai Unió tagja.                                                        |
| 109. | Marshall-szigetek                     | 1994. február 8. | A Csendes-óceáni Fórum tagja. A Csendes-óceáni Közösség tagja.                              |
| 110. | Azerbajdzsán                          | 1995. január 9. | Az OIC tagja.                                                                               |
| 111. | San Marino                            | 1995. július 17. |                                                                                             |
| 112. | Andorra                               | 1995. július 25. |                                                                                             |
| 113. | Bosznia-Hercegovina                   | 1995. október 14. | Az Európai Unió tagjelöltje.                                                                |
| 114. | Guatemala                             | 1995. december 11.                                                                                                   |                                                                                             |
| 115. | Moldova                               | 1996. július 3. | Az Európai Unió tagjelöltje.                                                                |
| 116. | Izland                                | 1998. július 3. | Az Európai Unió tagjelöltje. A NATO tagja.                                                  |
| 117. | Suriname                              | 1999. április 30. |                                                                                             |
| 118. | Srí Lanka                             | 2000. január 27. | A Nemzetközösség tagja.                                                                     |
| 119. | Monaco                                | 2001. április 11. |                                                                                             |
| 120. | Sierra Leone                          | 2001. október 16. | Az Afrikai Unió tagja. A Nemzetközösség tagja. Az OIC tagja.                                |
| 121. | Liechtenstein                         | 2003. május 12. |                                                                                             |
| 122. | Kelet-Timor                           | 2003. május 20. | A Csendes-óceáni Fórum megfigyelő státuszú tagja.                                           |
| 123. | Honduras                              | 2004. június 8. |                                                                                             |
| 124. | Salvador                              | 2004. június 9. |                                                                                             |
| 125. | Paraguay                              | 2004. július 8. |                                                                                             |
| 126. | Uganda                                | 2004. július 21. | Az Afrikai Unió tagja. A Nemzetközösség tagja.                                              |
| 127. | Szamoa                                | 2004. július 22. | A Nemzetközösség tagja. A Csendes-óceáni Fórum tagja. A Csendes-óceáni Közösség tagja.      |
| 128. | Antigua és Barbuda                    | 2004. július 23. | A Nemzetközösség tagja. A Karib-tengeri Közösség tagja.                                     |
| 129. | Bahama-szigetek                       | 2004. szeptember 20.                                                                                                 | A Nemzetközösség tagja. A Karib-tengeri Közösség tagja.                                     |
| 130. | Vanuatu                               | 2004. szeptember 29.                                                                                                 | A Nemzetközösség tagja. A Csendes-óceáni Fórum tagja. A Csendes-óceáni Közösség tagja.      |
| 131. | Belize                                | 2004. október 1. | A Nemzetközösség tagja. A Karib-tengeri Közösség tagja.                                     |
| 132. | Jamaica                               | 2004. október 27. | A Nemzetközösség tagja. A Karib-tengeri Közösség tagja.                                     |
| 133. | Kenya                                 | 2004. november 5. | Az Afrikai Unió tagja. A Nemzetközösség tagja.                                              |
| 134. | Namíbia                               | 2004. december 9. | Az Afrikai Unió tagja. A Nemzetközösség tagja.                                              |
| 135. | Saint Vincent és a Grenadine-szigetek | 2004. december 10.                                                                                                   | A Nemzetközösség tagja. A Karib-tengeri Közösség tagja.                                     |
| 136. | Botswana                              | 2005. január 6. | Az Afrikai Unió tagja. A Nemzetközösség tagja.                                              |
| 137. | Kambodzsa                             | 2005. január 13. |                                                                                             |
| 138. | Dominikai Közösség                    | 2005. február 11. | A Nemzetközösség tagja. A Karib-tengeri Közösség tagja.                                     |
| 139. | Mauritius                             | 2005. május 19. | Az Afrikai Unió tagja. A Nemzetközösség tagja.                                              |
| 140. | Barbados                              | 2005. október 21. | A Nemzetközösség tagja. A Karib-tengeri Közösség tagja.                                     |
| 141. | Saint Kitts és Nevis                  | 2005. november 25.                                                                                                   | A Nemzetközösség tagja. A Karib-tengeri Közösség tagja.                                     |
| 142. | Tuvalu                                | 2006. január 20. | A Nemzetközösség tagja. A Csendes-óceáni Fórum tagja. A Csendes-óceáni Közösség tagja.      |
| 143. | Kamerun                               | 2006. január 27. | Az Afrikai Unió tagja. A Nemzetközösség tagja. Az OIC tagja.                                |
| 144. | Lesotho                               | 2006. április 11. | Az Afrikai Unió tagja. A Nemzetközösség tagja.                                              |
| 145. | Montenegró                            | 2006. július 19. | A NATO tagja. Az Európai Unió tagjelöltje.                                                  |
| 146. | Tonga                                 | 2007. május 3. | A Nemzetközösség tagja. A Csendes-óceáni Fórum tagja. A Csendes-óceáni Közösség tagja.      |
| 147. | Tádzsikisztán                         | 2007. szeptember 25.                                                                                                 | Az OIC tagja.                                                                               |
| 148. | Afganisztán                           | 2008. február 8. | Az OIC tagja.                                                                               |
| 149. | Burkina Faso                          | 2008. február 8. | Az Afrikai Unió tagja. Az OIC tagja.                                                        |
| 150. | Togo                                  | 2008. május 16. | Az Afrikai Unió tagja. Az OIC tagja. A Nemzetközösség tagja.                                |
| 151. | Libéria                               | 2008. május 20. | Az Afrikai Unió tagja.                                                                      |
| 152. | Nauru                                 | 2008. november 19.                                                                                                   | A Nemzetközösség tagja. A Csendes-óceáni Fórum tagja. A Csendes-óceáni Közösség tagja.      |
| 153. | Niger                                 | 2008. december 11.                                                                                                   | Az Afrikai Unió tagja. Az OIC tagja.                                                        |
| 154. | Eritrea                               | 2008. december 18.                                                                                                   | Az Afrikai Unió tagja. Az Arab Liga megfigyelő státuszú tagja.                              |
| 155. | Benin                                 | 2009. március 25. | Az Afrikai Unió tagja. Az OIC tagja.                                                        |
| 156. | Mozambik                              | 2009. május 18. | Az Afrikai Unió tagja. A Nemzetközösség tagja. Az OIC tagja.                                |
| 157. | Trinidad és Tobago                    | 2009. szeptember 24.                                                                                                 | A Nemzetközösség tagja. A Karib-tengeri Közösség tagja.                                     |
| 158. | Saint Lucia                           | 2010. március 11. | A Nemzetközösség tagja. A Karib-tengeri Közösség tagja.                                     |
| 159. | Angola                                | 2010. június 15. | Az Afrikai Unió tagja.                                                                      |
| 160. | Salamon-szigetek                      | 2010. december 23.                                                                                                   | A Nemzetközösség tagja. A Csendes-óceáni Fórum tagja. A Csendes-óceáni Közösség tagja.      |
| 161. | Laosz                                 | 2011. január 13. |                                                                                             |
| 162. | Kongói Köztársaság                    | 2011. február 14. | Az Afrikai Unió tagja.                                                                      |
| 163. | Grenada                               | 2011. május 26. | A Nemzetközösség tagja. A Karib-tengeri Közösség tagja.                                     |
| 164. | Malawi                                | 2011. július 21. | Az Afrikai Unió tagja. A Nemzetközösség tagja.                                              |
| 165. | Szomália                              | 2014. június 11. | Az Afrikai Unió tagja. Az OIC tagja. Az Arab Liga tagja.                                    |
| 166. | Fidzsi-szigetek                       | 2014. szeptember 11.                                                                                                 | A Nemzetközösség tagja. A Csendes-óceáni Fórum tagja. A Csendes-óceáni Közösség tagja.      |
| 167. | Burundi                               | 2015. január 12. | Az Afrikai Unió tagja.                                                                      |
| 168. | Tanzánia                              | 2015. június 11. | Az Afrikai Unió tagja. A Nemzetközösség tagja.                                              |
| 169. | Elefántcsontpart                      | 2015. november 6. | Az Afrikai Unió tagja. Az OIC tagja.                                                        |
| 170. | Zöld-foki Köztársaság                 | 2016. március 17. | Az Afrikai Unió tagja.                                                                      |
| 171. | Észak-Macedónia                       | 2017. január 25. | A NATO tagja. Az Európai Unió tagjelöltje.                                                  |
| 172. | Dominikai Köztársaság                 | 2017. február 23. |                                                                                             |
| 173. | Mianmar                               | 2017. április 5. |                                                                                             |
| 174. | Pápua Új-Guinea                       | 2017. október 6. | A Nemzetközösség tagja. A Csendes-óceáni Fórum tagja. A Csendes-óceáni Közösség tagja.      |
| 175. | Dzsibuti                              | 2018. június 26. | Az Afrikai Unió tagja. Az OIC tagja. Az Arab Liga tagja.                                    |
| 176. | Ruanda                                | 2018. július 12. | Az Afrikai Unió tagja. A Nemzetközösség tagja.                                              |
| 177. | Palau                                 | 2018. július 17. | A Csendes-óceáni Fórum tagja. A Csendes-óceáni Közösség tagja.                              |
| 178. | São Tomé és Príncipe                  | 2018. szeptember 24.                                                                                                 | Az Afrikai Unió tagja.                                                                      |
| 179. | Mikronézia                            | 2018. szeptember 25.                                                                                                 | A Csendes-óceáni Fórum tagja. A Csendes-óceáni Közösség tagja.                              |
| 180. | Madagaszkár                           | 2021. szeptember 22.                                                                                                 | Az Afrikai Unió tagja.                                                                      |
| 181. | Kiribati                              | 2022. szeptember 21.                                                                                                 | A Csendes-óceáni Fórum tagja. A Csendes-óceáni Közösség tagja.                              |

### Nem ENSZ tagállam országok (5)
|    | Állam            | Diplomáciai kapcsolatok dátuma | Megjegyzések                      |  |
| -- | ---------------- | ------------------------------ | --------------------------------- |  |
| 1. | Vatikán          | 1965. december 15.             |                                   |  |
| 2. | Máltai lovagrend | 1966. június 27.               |                                   |  |
| 3. | Palesztina       | 1980.                          | Az OIC tagja.                     |  |
| 4. | Koszovó          | 2011. szeptember 23.           | Az OIC megfigyelő státuszú tagja. |  |
| 5. | Cook-szigetek    | 2017. október 6.               |                                   |  |

## Máltával diplomáciai kapcsolatban nem álló országok (19)

### ENSZ-tagállam országok (11)
Málta nem áll diplomáciai kapcsolatban a következő országokkal (még nem ismerték el a függetlenséget):
- Haiti
- Bissau-Guinea,  Egyenlítői-Guinea,  Gabon,  Kongói Demokratikus Köztársaság,  Csád,  Közép-afrikai Köztársaság,  Dél-Szudán,  Zimbabwe,  Comore-szigetek
- Bhután

### Nem ENSZ-tagállam országok (8)
- Niue
- Abházia,  Észak-Ciprus,  Dél-Oszétia,  Nyugat-Szahara,  Szomáliföld,  Kínai Köztársaság,  Dnyeszter Menti Köztársaság

## Nemzetközi szervezetek
| Szervezet                     | |
| ----------------------------- | --- |
| ENSZ                          | Málta 1964. december 1-én csatlakozott az ENSZ-hez. Mindazonáltal nem valamennyi ENSZ tagállam ország lépett diplomáciai kapcsolatba az országgal, jelenleg még 13 ENSZ tagállam nem ismerte el hivatalosan a függetlenséget és nem lépett diplomáciai kapcsolatba az országgal. Tagállamok (181 / 192) Megfigyelők (3 / 3)     |
| EU                            | Málta 2004-ben csatlakozott az Európai Unióhoz, azóta a szervezet legkisebb tagországa. Tagállamok (27 / 27) Tagjelöltek (7 / 7) |
| NATO                          | Málta nem tagja a szervezetnek, csak a NATO Békeprogramjában vesz részt. A katonai szervezet hivatalosan nem fogalmazott meg álláspontot Málta elismerésével kapcsolatban, de valamennyi tagállama hivatalosan is elismerte az országok és diplomáciai kapcsolatot is létesített vele. Tagállamok (29 / 29) Tagjelöltek (5 / 5) |
| Afrikai Unió                  | Az Afrikai Unió nem alakított ki egységes álláspontot a diplomáciai kapcsolatok kérdésében, az egyes tagállamok maguk döntenek a kapcsolatfelvétel mellett. Tagállamok (43 / 53) |
| Arab Liga                     | Az Arab Liga nem alakított ki egységes álláspontot a diplomáciai kapcsolatok kérdésében, az egyes tagállamok maguk döntenek a kapcsolatfelvétel mellett. Tagállamok (21 / 22) Megfigyelők (4 / 4) |
| Iszlám Konferencia Szervezete | Iszlám Konferencia Szervezete nem alakított ki egységes álláspontot a diplomáciai kapcsolatok kérdésében, az egyes tagállamok maguk döntenek a kapcsolatfelvétel mellett. Tagállamok (51 / 57) Megfigyelők (6 / 6) |
| Karib-tengeri Közösség        | A Karib-tengeri Közösség nem alakított ki egységes álláspontot a diplomáciai kapcsolatok kérdésében, az egyes tagállamok maguk döntenek a kapcsolatfelvétel mellett. Tagállamok (14 / 15) |

## Fordítás
- Ez a szócikk részben vagy egészben  a   Foreign relations of Malta című angol Wikipédia-szócikk fordításán alapul.  Az eredeti cikk szerkesztőit annak laptörténete sorolja fel. Ez a jelzés csupán a megfogalmazás eredetét és a szerzői jogokat jelzi, nem szolgál a cikkben szereplő információk forrásmegjelöléseként.